# Plum Cake

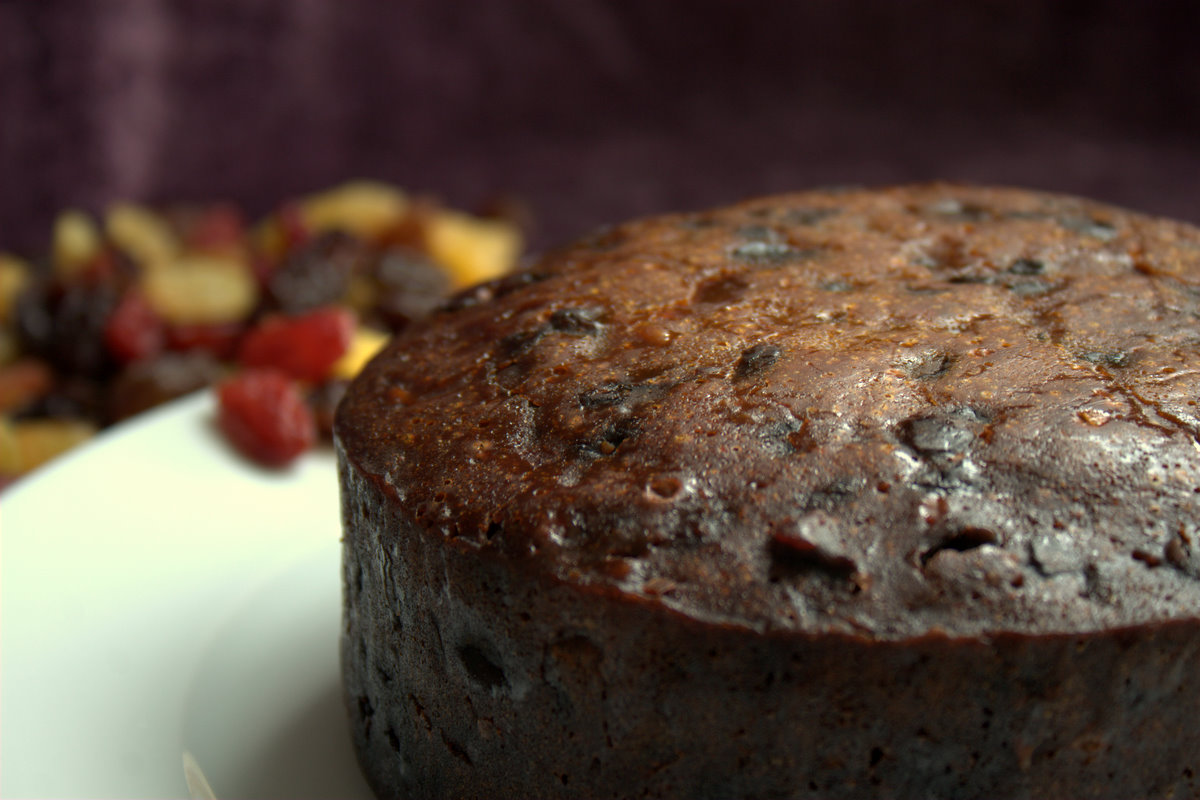
Fruit cake (auch Plum cake oder Black Cake)

Plum cake (früher: plumb cake; deutsch: Pflaumenkuchen) ist ein britisches Früchtebrot (fruit cake), das bis zur Hälfte seines Gewichts aus Trockenfrüchten besteht. Plum cakes können Ende der 1600er Jahre schriftlich nachgewiesen werden und erhielten den Namen von ihrer Füllung mit Rosinen und Johannisbeeren, die die Engländer um 1660 als plums (dried prunes: getrocknete Pflaumen) bezeichneten. Nach 1830 bezeichnet man die plum cakes auch als Black Cake oder Fruit Cake.
Plum cakes wurden meist nicht mit Hefe gebacken, sondern man brachte durch kräftiges Schlagen Luft unter den Teig. Die Teigmasse wurde wie beim Pound cake aus je einem Pfund Mehl, Zucker, Butter und Eier hergestellt, und zusätzlich 4 bis 5 Pfund Obst. Er war ausreichend für bis zu 50 Menschen, da der Kuchen sehr sättigend war.
Die Aufzeichnungen der Stadt Guildford zeigen, dass ein großer Plum cake dem Herzog von York (der spätere James I.) vorgeführt wurde, als er 1674 die Stadt besuchte. Diese Tradition wurde 1957 wiederbelebt, als Königin Elisabeth II und der Herzog von Edinburgh die Stadt besuchten. In England und Frankreich wurde vor oder zu Dreikönigsfest ein großer Kuchen zum Gedenken an die Heiligen Drei Könige gebacken. 
Während des Bürgerkriegs war er die Standard-Festtorte der USA. Laut der Kochbuchautorin Eliza Leslie (* 1787; † 1858) war es im 18. Jahrhundert üblich, zu Feierlichkeiten wie Weihnachts- und Dreikönigsabend einen großen Plum cake zu verschenken.
Französische Bäcker respektierten bei der Übernahme des Rezepts die Herkunft des plum cake und nennen ihn gâteau anglaise bzw. plum cake, beides ist die Bezeichnung für einen leichten Kuchen, eine Art genoa cake (nicht zu verwechseln mit Génoise). In Deutschland ist der Englische Kuchen eine Variante des plum cake.

## Belege
1. ↑  plum cake | Definition of plum cake in US English by Oxford Dictionaries. Archiviert vom Original (nicht mehr online verfügbar) am 10. April 2019; abgerufen am 10. April 2019.  Info: Der Archivlink wurde automatisch eingesetzt und noch nicht geprüft. Bitte prüfe Original- und Archivlink gemäß Anleitung und entferne dann diesen Hinweis.
2. 1 2  Alan Davidson: The Oxford Companion to Food. Oxford University Press, 2014, ISBN 978-0-19-967733-7, S. 330 (google.de [abgerufen am 9. April 2019]).
3. 1 2  The Oxford Companion to Sugar and Sweets. Oxford University Press, 2015, ISBN 978-0-19-931361-7, S. 120, 286 (google.de [abgerufen am 9. April 2019]).
4. ↑  The Short French Dictionary, in Two Parts. The 1. English and French, 2. French and English; According to the Present Use, and Moden Orthography. By Guy Miege, Gent. Thomas Basset at the George near St. Dunstan's Church in Fleet-street, 1690 (google.de [abgerufen am 10. April 2019]).